# Vittorio Emanuele Orlando
Vittorio Emanuele Orlando (19. května 1860 Palermo ‒ 1. prosince 1952 Řím) byl italský diplomat a politik.

## Biografie

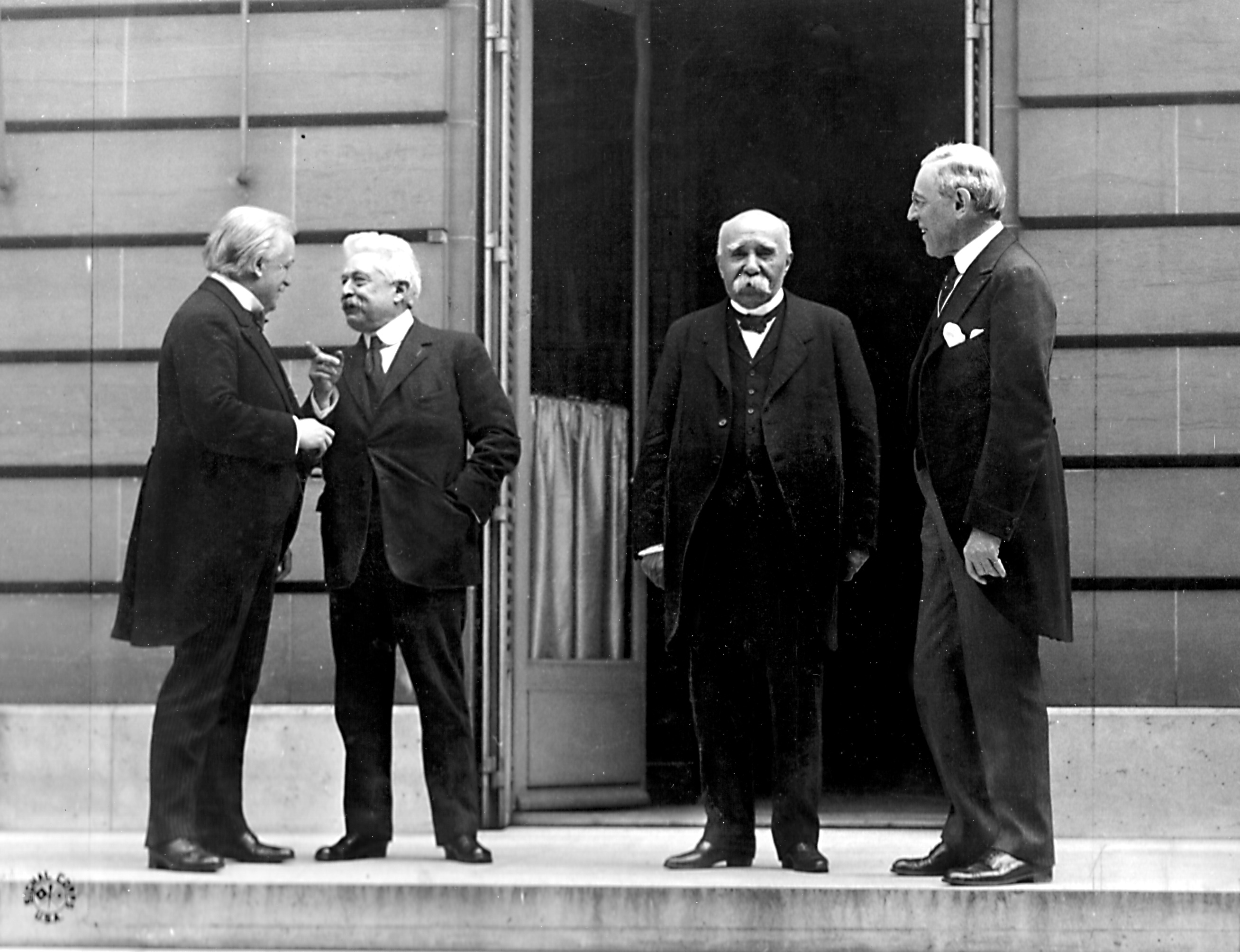
Orlando (druhý zleva) na Pařížské mírové konferenci, společně s (zleva) Davidem Lloydem Georgem, Georgesem Clemenceauem a Woodrowem Wilsonem

V roce 1897 byl zvolen do italského parlamentu za obvod Partinico, který zastupoval až do roku 1925. Jednalo se o profesora práv a autora více než sto prací týkajících se právních záležitostí.
Premiérem se stal v roce 1917, po pádu stávající italské vlády v důsledku katastrofické porážky italské armády u Caporetta. Od února 1918 podporoval tvorbu československých legií a 21. dubna 1918 uzavřel dohodu s Milanem Rastislavem Štefánikem "o zřízení samostatného čs. vojska v Itálii. Jako italský premiér vedl italskou delegaci na Pařížské mírové konferenci po skončení první světové války. Na konferenci byl znám svým teatrálním vystupováním (David Lloyd George mu udělil přezdívku „plačka“).
Po nástupu Mussoliniho k moci jej zpočátku podporoval, ale v roce 1925 se z politiky stáhnul. Podporoval však italskou invazi do Etiopie. Do politiky se vrátil až v roce 1944.
Po celou dobu své politické kariéry byl spojen s mafií. V roce 1952 zemřel v Římě.

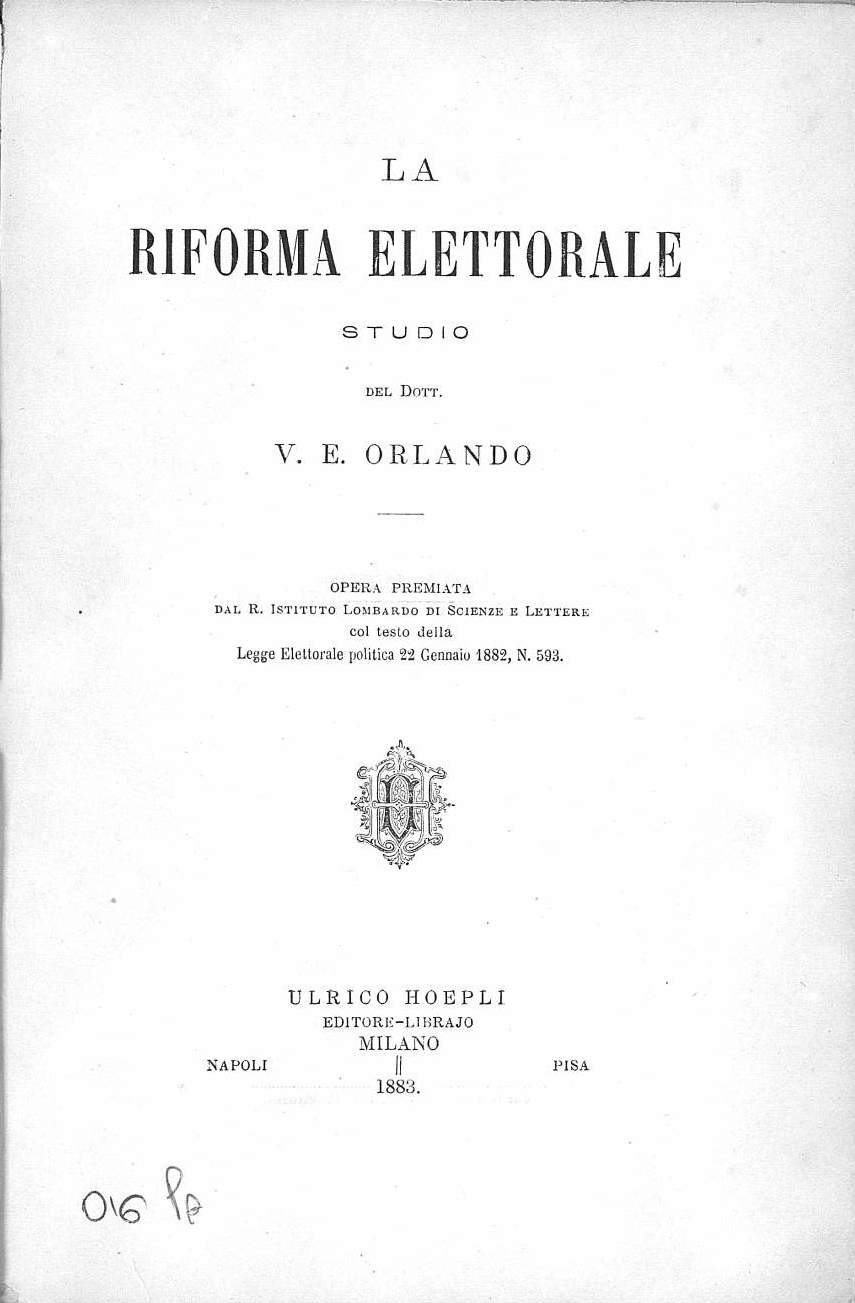
La riforma elettorale, 1883